# (48575) Hawaii
(48575) Hawaii est un astéroïde de la ceinture principale.

## Description
(48575) Hawaii est un astéroïde de la ceinture principale. Il fut découvert le 4 juillet 1994 à Kuma Kogen par Akimasa Nakamura. Il présente une orbite caractérisée par un demi-grand axe de 3,06 UA, une excentricité de 0,11 et une inclinaison de 10,4° par rapport à l'écliptique.

## Compléments